# D8-as autópálya (Csehország)

A D8-as autópálya

A D8-as egy autópálya Csehországban. Ha kész lesz, az A17-es német autópályát fogja összekötni Prágával és Ústi nad Labemmel. Az autópálya első részét 1990-ben adták át. Az Ústi nad Labem és a német határ közötti szakaszt 2006 decembere óta használhatja a forgalom. Itt van Csehország leghosszabb közúti alagútja, a Panenska alagút, melynek hossza 2 058 m. A České Středohoří természetvédelmi területen átvezető utolsó rész 2016. december 17-én átadásra került.